# Haas-Gletscher
Der Haas-Gletscher ist ein steiler Gletscher in der antarktischen Ross Dependency. Im Königin-Maud-Gebirge fließt er vom Rawson-Plateau in nördlicher Richtung und mündet in die Südflanke des Bowman-Gletschers.
Der United States Geological Survey kartierte ihn anhand eigener Vermessungen und Luftaufnahmen der United States Navy aus den Jahren von 1960 bis 1964. Das Advisory Committee on Antarctic Names benannte ihn 1967 nach Charles G. Haas, Meteorologe auf der Amundsen-Scott-Südpolstation im Jahr 1960.